# Edla
Kvinnonamnet Edla är av germanskt ursprung och ursprungligen en kortform av namn som börjar på Edil- och Adal- som i svenskan har associerats till ordet ädel. 
Namnet har funnits i Sverige sedan 1500-talet, och hade sin storhetstid i början av 1900-talet och har varit vanligast i södra Sverige. 
Den 31 december 2014 fanns det totalt 1 320 kvinnor folkbokförda i Sverige med namnet Edla, varav 356 bar det som tilltalsnamn.
Namnsdag i Sverige: 10 mars (sedan 1901), tillsammans med Ada. I den finlandssvenska namnsdagslängden har Edla namnsdag 13 april sedan 2025. Före det hade Edla namnsdag 13 juni 1929–1949.

## Personer med namnet Edla
- Edla, svensk kungamoder och konkubin eller drottninggemål åt Olof Skötkonung
- Edla Blommér, finsk konstnär
- Edla Rothgardt, svensk sångerska och skådespelerska
- Edla Skoglund, svensk operasångerska